# Ренато Аугусто
Ренато Суарес де Олівейра Аугусто (порт. Renato Soares de Oliveira Augusto, нар. 8 лютого 1988, Ріо-де-Жанейро, Бразилія) — бразильський футболіст, півзахисник клубу «Корінтіанс».
Виступав, зокрема, за клуби «Фламенго», «Баєр 04» та «Корінтіанс», а також національну збірну Бразилії. У складі збірної — олімпійський чемпіон.

## Клубна кар'єра
Народився 8 лютого 1988 року в місті Ріо-де-Жанейро. Вихованець футбольної школи клубу «Фламенго». Дорослу футбольну кар'єру розпочав 2005 року в основній команді того ж клубу, в якій провів три сезони, взявши участь у 55 матчах чемпіонату. За цей час виборов титул володаря Кубка Бразилії у 2006 році, а з наступного сезону двічі поспіль ставав чемпіоном Бразилії та чемпіоном штату Ріо-де-Жанейро.

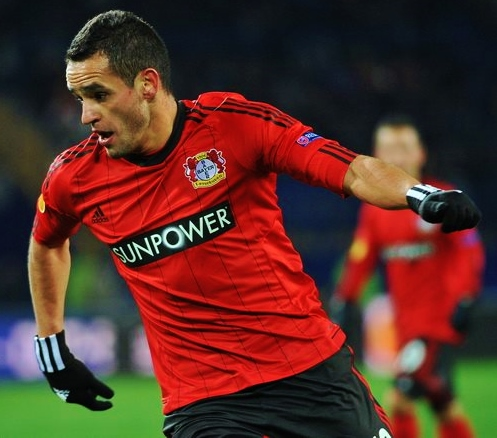
Ренато Аугусто під час виступів за «Баєр 04». 2012 рік.

Своєю грою за цю команду привернув увагу представників тренерського штабу клубу «Баєр 04», до складу якого приєднався влітку 2008 року. У дебютному сезоні у Бундеслізі Аугусто провів за «аспіринових» 33 матчі, з них 31 матч в основі, забивши два м'ячі. Всього за «Байєр» бразилець за наступні чотири з половиною сезони зіграв 101 матч, забивши 9 м'ячів і віддавши 21 гольову передачу.
20 грудня 2012 року уклав контракт з «Корінтіансом», у складі якого провів наступні три роки своєї кар'єри гравця. У 2015 році з командою став чемпіоном Бразилії, здобувши бразильський «Золотий м'яч».
6 січня 2016 року Аугусто приєднався до китайського клубу «Бейцзін Гоань» за 8 млн євро
. Станом на 5 листопада 2017 року відіграв за пекінську команду 51 матч в національному чемпіонаті.

## Виступи за збірні
2005 року у складі юнацької збірної Бразилії був учасником юнацького чемпіонату Південної Америки, на якому взяв участь у 4 іграх, відзначившись одним забитим голом, і став переможцем турніру.
2007 року з збірною Бразилії до 20 років був учасником молодіжного чемпіонату світу, де зіграв у 3 матчах, а команда вилетіла у 1/8 фіналу.
2016 року захищав кольори олімпійської збірної Бразилії на футбольному турнірі Олімпійських іграх 2016 року у Ріо-де-Жанейро, зігравши 5 матчів і ставши олімпійським чемпіоном.
9 лютого 2011 року дебютував в офіційних матчах у складі національної збірної Бразилії в товариському матчі проти збірної Франції (0:1).
У складі збірної був учасником розіграшу Кубка Америки 2016 року у США та чемпіонату світу 2018 року у Росії.

## Статистика виступів

### Статистика клубних виступів
| Сезон                     | Команда                   | Чемпіонат                 | Чемпіонат | Чемпіонат | Національний кубок | Національний кубок | Національний кубок | Континентальні кубки | Континентальні кубки | Континентальні кубки | Інші змагання | Інші змагання | Інші змагання | Усього | Усього |
| Сезон                     | Команда                   | Ліга                      | Ігор      | Голів     | Ліга               | Ігор               | Голів              | Ліга                 | Ігор                 | Голів                | Ліга          | Ігор          | Голів         | Ігор   | Голів  |
| ------------------------- | ------------------------- | ------------------------- | --------- | --------- | ------------------ | ------------------ | ------------------ | -------------------- | -------------------- | -------------------- | ------------- | ------------- | ------------- | ------ | ------ |
| 2005                      | «Фламенго»                | ЛК+A                      | 0+2       | 0         | КБ                 | 0                  | 0                  |                      | -                    | -                    | -             | -             | -             | 2      | 0      |
| 2006                      | «Фламенго»                | ЛК+A                      | 0+24      | 0         | КБ                 | 2                  | 0                  | -                    | -                    | -                    | -             | -             | -             | 26     | 0      |
| 2007                      | «Фламенго»                | ЛК+A                      | 13+23     | 3+2       | КБ                 | 0                  | 0                  | КЛ                   | 8                    | 1                    | -             | -             | -             | 44     | 6      |
| 2008                      | «Фламенго»                | ЛК+A                      | 8+6       | 1+0       | КБ                 | 0                  | 0                  | КЛ                   | 3                    | 1                    | -             | -             | -             | 17     | 2      |
| Усього за «Фламенго»      | Усього за «Фламенго»      | Усього за «Фламенго»      | 21+55     | 4+2       |                    | 2                  | 0                  |                      | 11                   | 2                    |               | -             | -             | 89     | 8      |
| 2008–09                   | «Баєр 04»                 | БЛ                        | 33        | 2         | КН                 | 6                  | 2                  | -                    | -                    | -                    | -             | -             | -             | 39     | 4      |
| 2009–10                   | «Баєр 04»                 | БЛ                        | 17        | 0         | КН                 | 1                  | 0                  | -                    | -                    | -                    | -             | -             | -             | 18     | 0      |
| 2010–11                   | «Баєр 04»                 | БЛ                        | 27        | 7         | КН                 | 1                  | 1                  | ЛЄ                   | 7                    | 0                    | -             | -             | -             | 35     | 8      |
| 2011–12                   | «Баєр 04»                 | БЛ                        | 18        | 0         | КН                 | 1                  | 0                  | ЛЧ                   | 4                    | 0                    | -             | -             | -             | 23     | 0      |
| 2012–13                   | «Баєр 04»                 | БЛ                        | 6         | 0         | КН                 | 0                  | 0                  | ЛЄ                   | 5                    | 0                    | -             | -             | -             | 11     | 0      |
| Усього за «Баєр 04»       | Усього за «Баєр 04»       | Усього за «Баєр 04»       | 101       | 9         |                    | 9                  | 3                  |                      | 16                   | 0                    |               | -             | -             | 126    | 12     |
| 2013                      | «Корінтіанс»              | A+ЛП                      | 15+10     | 1+1       | КБ                 | 0                  | 0                  | КЛ                   | 6                    | 1                    | РПА           | 2             | 0             | 33     | 3      |
| 2014                      | «Корінтіанс»              | A+ЛП                      | 30+5      | 1+0       | КБ                 | 7                  | 2                  | -                    | -                    | -                    | -             | -             | -             | 43     | 4      |
| 2015                      | «Корінтіанс»              | A+ЛП                      | 30+7      | 5+2       | КБ                 | 2                  | 0                  | КЛ                   | 10                   | 0                    | -             | -             | -             | 52     | 7      |
| Усього за «Корінтіанс»    | Усього за «Корінтіанс»    | Усього за «Корінтіанс»    | 75+22     | 7+3       |                    | 9                  | 2                  |                      | 16                   | 1                    |               | 2             | 0             | 124    | 13     |
| 2016                      | «Бейцзін Гоань»           | СЛ                        | 23        | 4         | КК                 | 4                  | 2                  | -                    | -                    | -                    | -             | -             | -             | 27     | 6      |
| 2017                      | «Бейцзін Гоань»           | СЛ                        | 7         | 2         | КК                 | 0                  | 0                  | -                    | -                    | -                    | -             | -             | -             | 7      | 2      |
| Усього за «Бейцзін Гоань» | Усього за «Бейцзін Гоань» | Усього за «Бейцзін Гоань» | 30        | 6         |                    | 4                  | 2                  |                      | -                    | -                    |               | -             | -             | 34     | 8      |
| Усього за кар'єру         | Усього за кар'єру         | Усього за кар'єру         | 304       | 31        |                    | 24                 | 7                  |                      | 43                   | 3                    |               | 2             | 0             | 373    | 41     |

### Статистика виступів за збірну
| Дата       | Місто                       | Господарі | Результат | Гості     | Турнір                       | Голи | Примітки |
| ---------- | --------------------------- | --------- | --------- | --------- | ---------------------------- | ---- | -------- |
| 9-2-2011   | Сен-Дені                    | Франція   | 1 – 0     | Бразилія  | товариський матч             | -    | 59'      |
| 27-3-2011  | Лондон                      | Бразилія  | 2 – 0     | Шотландія | товариський матч             | -    | 90'      |
| 10-8-2011  | Штутгарт                    | Німеччина | 3 – 2     | Бразилія  | товариський матч             | -    | 86'      |
| 13-11-2015 | Буенос-Айрес                | Аргентина | 1 – 1     | Бразилія  | Відбір до ЧС 2018            | -    | 64'      |
| 17-11-2015 | Салвадор (Бразилія)         | Бразилія  | 3 – 0     | Перу      | Відбір до ЧС 2018            | 1    |          |
| 25-3-2016  | Ресіфі                      | Бразилія  | 2 – 2     | Уругвай   | Відбір до ЧС 2018            | 1    | 76'      |
| 29-3-2016  | Асунсьйон                   | Парагвай  | 2 – 2     | Бразилія  | Відбір до ЧС 2018            | -    |          |
| 29-5-2016  | Денвер                      | Панама    | 0 – 2     | Бразилія  | товариський матч             | -    | 79'      |
| 4-6-2016   | Пасадена (Каліфорнія)       | Бразилія  | 0 – 0     | Еквадор   | Копа Америка 2016 - 1-й етап | -    |          |
| 8-6-2016   | Орландо                     | Бразилія  | 7 – 1     | Гаїті     | Копа Америка 2016 - 1-й етап | 2    |          |
| 12-6-2016  | Фоксборо (Массачусетс)      | Бразилія  | 0 – 1     | Перу      | Копа Америка 2016 - 1-й етап | -    | 88'      |
| 1-9-2016   | Кіто                        | Еквадор   | 0 – 3     | Бразилія  | Відбір до ЧС 2018            | -    |          |
| 6-9-2016   | Манаус                      | Бразилія  | 2 – 1     | Колумбія  | Відбір до ЧС 2018            | -    |          |
| 6-10-2016  | Натал (Ріу-Гранді-ду-Норті) | Бразилія  | 5 – 0     | Болівія   | Відбір до ЧС 2018            | -    | кап.     |
| 11-10-2016 | Мерида                      | Венесуела | 0 – 2     | Бразилія  | товариський матч             | -    |          |
| 10-11-2016 | Белу-Оризонті               | Бразилія  | 3 – 0     | Аргентина | Відбір до ЧС 2018            | -    |          |
| 15-11-2016 | Ліма                        | Перу      | 0 – 2     | Бразилія  | Відбір до ЧС 2018            | 1    | 4'       |
| 23-3-2017  | Монтевідео                  | Уругвай   | 1 – 4     | Бразилія  | Відбір до ЧС 2018            | -    | 82'      |
| 28-3-2017  | Сан-Паулу                   | Бразилія  | 3 – 0     | Парагвай  | Відбір до ЧС 2018            | -    |          |
| 9-6-2017   | Мельбурн                    | Бразилія  | 0 – 1     | Аргентина | товариський матч             | -    | 65'      |
| 13-6-2017  | Мельбурн                    | Австралія | 0 – 4     | Бразилія  | товариський матч             | -    | 83'      |
| 1-9-2017   | Порту-Алегрі                | Бразилія  | 2 – 0     | Еквадор   | Відбір до ЧС 2018            | -    | 59'      |
| 5-9-2017   | Барранкілья                 | Колумбія  | 1 – 1     | Бразилія  | Відбір до ЧС 2018            | -    | 75'      |
| 5-10-2017  | Ла-Пас                      | Болівія   | 0 – 0     | Бразилія  | Відбір до ЧС 2018            | -    |          |
| 10-10-2017 | Сан-Паулу                   | Бразилія  | 3 – 0     | Чилі      | Відбір до ЧС 2018            | -    | 82'      |
| 10-11-2017 | Лілль                       | Японія    | 1 – 3     | Бразилія  | товариський матч             | -    | 80'      |
| 14-11-2017 | Лондон                      | Англія    | 0 – 0     | Бразилія  | товариський матч             | -    | 68'      |
| 23-3-2018  | Москва                      | Росія     | 0 – 3     | Бразилія  | товариський матч             | -    | 71'      |
| Усього     |                             | Матчів    | 28        |           | Голів                        | 5    |          |

## Титули і досягнення

### Клубні
«Фламенго»
- Чемпіон Бразилії: 2007, 2008
- Володар Кубка Бразилії: 2006
- Володар Кубка Гуанабара: 2007, 2008
- Чемпіон Ліги Каріока: 2007, 2008

 «Корінтіанс»
- Чемпіон Бразилії: 2015
- Чемпіон Ліги Пауліста: 2013
- Володар Рекопи Південної Америки: 2013

 «Бейцзін Гоань»
- Володар Кубка Китаю: 2018

 «Флуміненсе»
- Переможець Рекопи Південної Америки: 2024

### Збірні
Олімпійська збірна Бразилії
- Переможець Олімпійських ігор: 2016

 Бразилія (U-17)
- Чемпіон Південної Америки (U-17): 2005

 Бразилія
- Переможець Суперкласіко де лас Амерікас: 2018

### Особисті
- Володар бразильського Золотого м'яча: 2015